# اوتو اونفردوربن
اوتو اونفردوربن (آلمانی: Otto Unverdorben؛ ۱۳ اکتبر ۱۸۰۶ – ۲۸ نوامبر ۱۸۷۳) یک شیمی‌دان اهل آلمان بود.